# Кормак Макарти
Чарлс Џозеф Макарти млађи (енгл. Charles Joseph McCarthy Jr.; Провиденс, 20. јул 1933 — Санта Фе, 13. јун 2023), познат као Кормак Макарти (енгл. Cormac McCarthy) био је амерички књижевник, драматург и сценариста. Његов роман Пут освојио је Пулицерову награду за фикцију 2007. године.
Роман Нема земље за старце који је објавио 2005. убрзо је добио филмску адаптацију истог наслова у режији браће Коен, која је освојила четири награде Оскар, укључујући и Оскара за најбољи филм. Његови романи Пут, Сви ти лепи коњи и Child of God такође су адаптирани у филмове.
Крвави меридијан из 1985. био је на листи 100 најбољих књига на енглеском језику објављених од 1923. до 2005. часописа Тајм. 2010. роман Пут нашао се на врху Тајмсове листе 100 најбољих књига у последњих 10 година.
Често га помињу као једног од кандидата за Нобелову награду за књижевност.

#### Романи
- The Orchard Keeper (1965)
- Outer Dark (1968)
- Child of God (1973)
- Suttree (1979)
- Крвави Меридијан (1985)
- Сви ти лепи коњи (1992)
- The Crossing (1994)
- Cities of the Plain (1998)
- Нема земље за старце (2005)
- Пут (2006)